# Periferie (film din 1937)
Periferie (în engleză Dead End) este un film polițist din 1937 regizat de William Wyler după o piesă de teatru din 1935 de Sidney Kingsley. În rolurile principale au interpretat Sylvia Sidney,  Joel McCrea, Humphrey Bogart, Wendy Barrie și Claire Trevor. A fost prima apariție cinematografică a grupului de actorie cunoscut sub numele de Dead End Kids.

## Prezentare
În mahalalele din New York, pe East River, chiar sub Podul Queensboro, oamenii bogați locuiesc în apartamente opulente și luxoase cu priveliști pitorești către râu, în timp ce cei săraci locuiesc în apropiere în locuințe aglomerate, pline de gândaci.
La capătul străzii este un doc pe East River; la stânga sunt apartamentele de lux, iar la dreapta sunt mahalalele. Dead End Kids (Băieții Periferiei), conduși de Tommy Gordon, sunt o bandă de copii din familii sărace care sunt deja pe drumul de a comite primele infracțiuni mărunte. Printre membrii bandei, pe lângă Tommy, se numără Dippy, Angel, Spit, T.B. și Milty, noul puști din bloc. Spit este puțin rău și inițial îl hărțuiește pe noul venit și își ia mărunțișul de buzunar. Cu toate acestea, Tommy îl lasă în cele din urmă pe Milty să se alăture bandei și se dovedește a fi atât un prieten loial, cât și generos.
Sora lui Tommy, Drina, visează să se căsătorească cu un străin bogat, care să-l salveze pe Tommy și pe ea din această viață mizerabilă, de sărăcie, și să-l împiedice să devină un mafiot precum Hugh „Baby Face” Martin, care s-a întors în cartier ca să-și viziteze mama și iubita din copilărie. Dave Connell, crescut pe aceeași stradă cu Martin, îl recunoaște și îl avertizează să stea departe, dar Martin îl ignoră cu dispreț. Dave, un arhitect frustrat, este prietenul din copilărie al Drinei. Are o aventură cu amanta unui om bogat, Kay Burton. Deși Dave și Kay se iubesc, ei știu că nu pot fi împreună, deoarece Dave nu poate oferi lui Kay stilul de viață pe care și-l dorește.
Între timp, copiii îl ademenesc pe Philip, un copil bogat din apartamente, într-o pivniță, unde îl bat și îl jefuiesc. Când tatăl băiatului încearcă să intervină, Tommy îl înjunghie în braț, scapă de poliție și se ascunde.
Ulterior, Martin este respins de mama lui, care îl denunță ca pe un criminal, și respins de fosta lui iubită, Francie, care acum este prostituată și „bolnavă”. Descurajat de vizita eșuată, el decide să răpească copilul bogat pentru răscumpărare. Dave îl vede pe Martin și complicii săi plănuind răpirea și îl avertizează din nou să plece. Martin îi aruncă un cuțit în spate, iar Hunk îl împinge în râu. Reușind să iasă din râu, Dave îi urmărește pe bandiți, eliminându-l pe Hunk și fuge după Martin pe acoperișuri înainte de a-l încolți pe o scară de incendiu. În mijlocul unei schimb de focuri, el reușește să-l împuște mortal pe Martin, care cade pe strada de dedesubt. În timp ce se află la pământ, Martin începe să tragă în ofițerii de poliție care se apropie, împușcând doi înainte ca aceștia să deschidă focul și să-l omoare.
În timp ce poliția și o mulțime de oameni se adună în jurul cadavrului lui Martin, portarul îl recunoaște pe Spit ca fiind un membru al bandei care l-a atacat pe tatăl copilului bogat și îi spune acest lucru ofițerului Mulligan. Spit se exonerează informând poliția că bărbatul a fost tăiat de Tommy, care s-a întors să-și ia rămas bun de la Drina înainte de a fugi.
Între timp, Kay se apropie de Dave, cerându-i să plece cu ea, folosind banii de recompensă pe care i-a primit pentru uciderea lui Martin. Dave refuză, iar Kay se întoarce la bărbatul pe care nu-l iubește, dar care îi poate oferi siguranță financiară.
Tommy aude de trădarea lui Spit și încearcă să-i dea semnul „chițătorului” (trădătorului), adică o rană de cuțit pe obraz. Înainte să poată face acest lucru, Dave intervine, iar Drina și Dave îl convin pe Tommy să se predea poliției. Dave se oferă apoi să-și folosească banii de recompensă pentru a plăti avocatul lui Tommy. În timp ce Drina, Dave și Tommy pleacă cu Mulligan, restul copiilor din gașcă se îndreaptă în noapte, cântând „Dacă aș avea aripi de înger, peste zidurile acestor închisori aș zbura”.

## Distribuție
- Sylvia Sidney - Drina Gordon
- Joel McCrea - Dave Connell
- Humphrey Bogart - Hugh "Baby Face" Martin
- Wendy Barrie - Kay Burton
- Claire Trevor - Francey
- Allen Jenkins - Hunk
- Marjorie Main - Mrs. Martin
- Charles Peck - Philip Griswald
- Minor Watson - Mr. Griswald
- James Burke - Officer Mulligan
- Ward Bond - Doorman
- Elisabeth Risdon - Mrs. Connell
- Esther Dale - Mrs. Fenner
- George Humbert - Pascagli
- Marcelle Corday - Governess
- Charles Halton - Whitey
- Billy Halop - Tommy Gordon
- Huntz Hall - Dippy
- Bobby Jordan - Angel
- Leo B. Gorcey - Spit
- Gabriel Dell - T.B.
- Bernard Punsly - Milton 'Milty'

## Producție
Humphrey Bogart a interpretat rolul unui gangster modelat după Baby Face Nelson. Producătorul filmului, Samuel Goldwyn, l-a dorit inițial pe George Raft care a refuzat considerând rolul prea puțin atrăgător.